# Trưng cầu ý dân Hiến pháp Cuba 2019
Một cuộc trưng cầu ý dân về hiến pháp được tổ chức tại Cuba vào ngày 24 tháng 2 năm 2019. Nội dung trưng cầu ý dân là dự thảo hiến pháp được Quốc hội Chính quyền Nhân dân thông qua vào tháng 7 năm 2018. Kết quả trưng cầu ý dân cho thấy 90,61% số phiếu hợp lệ ủng hộ dự thảo hiến pháp mới. Hiến pháp có hiệu lực vào ngày 10 tháng 4 năm 2019 sau khi được Quốc hội Cuba công bố và đăng trên công báo.

## Bối cảnh
Tuy cấu trúc xã hội và hệ thống chính trị của Cuba này về cơ bản không thay đổi nhưng quan hệ Cuba–Hoa Kỳ bắt đầu cải thiện từ năm 2010. Quá trình trưng cầu ý dân được mô tả là tương đối cởi mở. Một số nhà quan sát lưu ý rằng mặc dù hệ thống chính trị phần lớn vẫn giữ nguyên, các quyền tự do dân sự gần đây đã được cải thiện chút ít. Cuộc trưng cầu ý dân công nhận quyền tư hữu tài sản và đầu tư trực tiếp nước ngoài, loại bỏ các trở ngại đối với việc công nhận hôn nhân cùng giới, cấm phân biệt đối xử về giới tính, chủng tộc, dân tộc, xu hướng tính dục, bản dạng giới hoặc khuyết tật, quy định quyền habeas corpus và khôi phục nguyên tắc suy đoán vô tội trong hệ thống tư pháp được quy định lần cuối trong Hiến pháp Cuba năm 1940. Ngoài ra, dự thảo hiến pháp cũng ban hành những cải cách chính trị khác như giới hạn số nhiệm kỳ chủ tịch nước và giới hạn độ tuổi trúng cử chủ tịch nước nhằm kiểm soát quyền lực nhà nước. Một trong những bản dự thảo đã bỏ mục tiêu xây dựng một xã hội cộng sản mà thay vào đó hướng tới việc xây dựng chủ nghĩa xã hội. Tuy nhiên, điều khoản này đã được bổ sung lại trong bản dự thảo cuối cùng sau một loạt cuộc lấy ý kiến khắp Cuba về dự thảo.

## Điều khoản, quy định hiến pháp mới
Những điều khoản, quy định mới của dự thảo hiến pháp bao gồm:
- Công nhận quyền tư hữu tài sản.
- Công nhận đầu tư trực tiếp nước ngoài.
- Khôi phục chức vụ thủ tướng Cuba.
- Quy định chủ tịch Quốc hội là chủ tịch Hội đồng Nhà nước.
- Thành lập chức vụ chủ tịch ủy ban hành chính địa phương.
- Thành lập chức vụ thống đốc tỉnh và phó thống đốc tỉnh do hội đồng chính quyền địa phương bầu ra theo đề nghị của chủ tịch nước.
- Thành lập Hội đồng tỉnh gồm các thành viên do các chính quyền địa phương lựa chọn để thay thế hệ thống hội đồng cấp tỉnh trước đó được tổ chức theo mô hình của Quốc hội Chính quyền Nhân dân.
- Quy định người nào quá 60 tuổi thì không được bầu làm chủ tịch nước Cộng hòa Cuba.
- Quy định không ai được giữ chức vụ chủ tịch nước quá hai nhiệm kỳ liên tiếp.
- Kéo dài nhiệm kỳ của đại biểu hội đồng địa phương lên 5 năm.
- Cấm phân biệt đối xử về giới tính, chủng tộc, dân tộc, xu hướng tính dục, bản dạng giới hoặc khuyết tật.
- Khôi phục nguyên tắc suy đoán vô tội trong hệ thống tư pháp, được quy định lần cuối trong Hiến pháp Cuba năm 1940.
- Quy định quyền nhờ luật sư ngay khi bị bắt.
- Quy định quyền yêu cầu nhà nước bồi thường về những thiệt hại hoặc sơ suất.
- Quy định quyền habeas corpus, yêu cầu lệnh đình quyền giam giữ trái pháp luật.[14]

Hiến pháp mới có hiệu lực sau khi được Quốc hội công bố vào ngày 10 tháng 4 năm 2019. Điều khoản chuyển tiếp quy định phải ban hành các luật để thi hành những cải cách tư pháp chậm nhất là 18 tháng. Luật bầu cử quy định chi tiết về tái cơ cấu chính phủ cũng phải được ban hành chậm nhất là sáu tháng. Chủ tịch nước phải được Quốc hội bầu ra chậm nhất là ba tháng để bổ nhiệm các thống đốc tỉnh và thủ tướng.

### Hôn nhân cùng giới
Dự thảo hiến pháp bỏ quy định hôn nhân là quan hệ "giữa một vợ một chồng". Trước đó, dự thảo hiến pháp sửa đổi định nghĩa hôn nhân thành "sự kết hợp giữa hai người" ... "với trách nhiệm hoàn toàn bình đẳng". Tuy nhiên, quy định này bị bỏ do phản ứng dữ dội từ các thành phần bảo thủ trong xã hội Cuba. Sau cùng, hiến pháp mới không công nhận hôn nhân cùng giới nhưng vẫn loại bỏ những trở ngại đối với việc công nhận hôn nhân cùng giới bằng cách không định nghĩa về hôn nhân. Mariela Castro, một nhà hoạt động vì quyền LGBT tại Cuba, con gái của Raúl Castro và giám đốc Trung tâm Giáo dục Giới tính Quốc gia Cuba, tuyên bố rằng sự thay đổi này "không phải là một bước lùi" và vấn đề sẽ được giải quyết trong bộ luật gia đình sửa đổi sắp tới. Trong cuộc trưng cầu ý dân về Bộ luật Gia đình Cuba năm 2022, hai phần ba số phiếu ủng hộ hợp pháp hóa hôn nhân cùng giới tại Cuba.

## Kết quả

Số phiếu bầu không đồng ý theo tỉnh

| Lựa chọn                    | Lựa chọn                    | Phiếu bầu | %      |
| --------------------------- | --------------------------- | --------- | ------ |
| Đồng ý                      | Đồng ý                      | 6.816.169 | 90.61  |
| Không đồng ý                | Không đồng ý                | 706.400   | 9.39   |
| Tổng cộng                   | Tổng cộng                   | 7.522.569 | 100.00 |
|                             |                             |           |        |
| Phiếu bầu hợp lệ            | Phiếu bầu hợp lệ            | 7.522.569 | 98.34  |
| Phiếu bầu không hợp lệ      | Phiếu bầu không hợp lệ      | 127.100   | 1.66   |
| Tổng cộng phiếu bầu         | Tổng cộng phiếu bầu         | 7.649.669 | 100.00 |
| Cử tri phiếu bầu đã đăng ký | Cử tri phiếu bầu đã đăng ký | 8.705.723 | 87.87  |
| Nguồn: Prensa Latina        |                             |           |        |

### Theo tỉnh
| Tỉnh                            | Đồng ý    | Đồng ý | Không đồng ý | Không đồng ý |
| Tỉnh                            | Phiếu bầu | %      | Phiếu bầu    | %            |
| ------------------------------- | --------- | ------ | ------------ | ------------ |
| Pinar del Río                   | 380.326   | 94,11  | 23.784       | 5,89         |
| Artemisa                        | 314.356   | 91,00  | 31.099       | 9,00         |
| La Habana                       | 1.235.178 | 89,34  | 147.380      | 10,66        |
| Mayabeque                       | 228.856   | 88,70  | 29.151       | 11,30        |
| Matanzas                        | 456.967   | 92,72  | 35.888       | 7,28         |
| Cienfuegos                      | 248.007   | 92,21  | 20.964       | 7,79         |
| Villa Clara                     | 497.482   | 92,25  | 41.794       | 7,75         |
| Sancti Spíritus                 | 310.212   | 93,76  | 20.651       | 6,24         |
| Ciego de Ávila                  | 283.004   | 93,68  | 19.108       | 6,32         |
| Camagüey                        | 473.335   | 91,68  | 42.955       | 8,32         |
| Las Tunas                       | 316.983   | 88,97  | 39.313       | 11,03        |
| Granma                          | 507.351   | 91,92  | 44.585       | 8,08         |
| Holguín                         | 567.837   | 84,75  | 102.161      | 15,25        |
| Santiago de Cuba                | 635.901   | 91,92  | 55.878       | 8,08         |
| Guantánamo                      | 278.851   | 85,58  | 46.970       | 14,42        |
| Isla de la Juventud             | 51.171    | 92,21  | 4.321        | 7,79         |
| Cử tri ở nước ngoài             | 30.352    | 98,71  | 398          | 1,29         |
| Phiếu bầu hợp lệ                | 6.816.169 | 90,61  | 706.400      | 9,39         |
| Nguồn: Hội đồng bầu cử quốc gia |           |        |              |              |